# Романтика в Манхеттені
Романтика в Манхеттені (англ. Romance in Manhattan) — американська комедійна мелодрама режисера Стівена Робертса 1935 року.

## Сюжет
Неймовірно наївний іммігрант з Чехословаччини Карел Новак здійснює свою мрію і приїжджає до Америки, щоб вчитися. На його біду мито була збільшено з 50 доларів до 200. Оскільки він не може оплатити, Карела садять на корабель, який відпливає в Голландію. Але він вистрибує в воду, коли судно відходить від причалу. Прийнявши людей, які його рятують, за представників влади, Карел кидається бігти, залишивши в їхніх руках гаманець з документами і грошима.
Спочатку він бродить по місту, захоплюючись хмарочосами, автомобілями, але виявляє зникнення документів і грошей. Намагаючись від голоду вкрасти пончики з обіднього столу танцівниць, Карел знайомиться із хористкою Сільвією Денніс, яка, бачачи його скрутне становище, дозволяє йому спати на даху її будинку.

## У ролях
- Френсіс Ледерер — Карел Новак
- Джинджер Роджерс — Сільвія Денніс
- Артур Гол — Гелсі Дж. Пандер
- Джиммі Батлер — Френк Денніс
- Дж. Фаррелл МакДональд — офіцер Мерфі
- Гелен Вер — міс Антроп
- Ейлі Меліон — міс Еванс
- Лілліен Гармер — місіс Шульц
- Дональд Мік — міністр
- Сідні Толер — сержант поліції
- Оскар Апфель — суддя
- Реджинальд Барлоу — митний інспектор